# Japão nos Jogos Olímpicos de Verão de 1952
O Japão competiu nos Jogos Olímpicos de Verão de 1952, realizados em Helsinque, Finlândia.